# Emil Vachek
Emil Vachek (* 2. Februar 1889 in Hradec Králové; † 1. Mai 1964 in Prag) war ein tschechischer Schriftsteller und Journalist.

## Leben
Emil Vachek wuchs in Hradec Králové auf und besuchte das dortige Realgymnasium, danach die Handelsakademie und eine private Handelsschule in Prag, ohne diese abzuschließen. Ab 1911 arbeitete er als Journalist in Prag; er war von 1924 bis 1927 Redakteur der Právu lidu, von 1927 bis 1929 bei der Pilsener Zeitschrift Pramen, außerdem Mitarbeiter des Evropský literární klub und der literarischen Gruppe Sfinx.

## Werke
In seinem literarischen Schaffen dominiert die humoristische Kurzprosa sowie von Sigmund Freuds Psychoanalyse beeinflusste Romane und Kriminalromane, in denen er gegen die vorherrschenden Konventionen bürgerlicher Moral rebelliert; solche Themen waren Antisemitismus und Prostitution. 1926 bis 1931 schrieb er die Romantrilogie Chám Dynybyl, in dieser Zeit auch die Detektivromane Tajemství obrazárny, Muž a stín, Zlá minuta mit der literarischen Figur des Inspektor Klubíčko, 1927 den Roman Bidýlko, den fantastischen Roman Pán světa und den dokumentarischen Zyklus Německá válka (1945-1947).
Seine Kriminalromane wurden ab 1933 in zahlreichen Filmen adaptiert, wie zuletzt 2007 im Film
Muž a stín unter der Regie von Dušan Klein mit Miroslav Donutil in der Rolle des Detektivs Klubíčka, im selben Jahr Zlá minuta unter der Regie von Pavel Kačírek, mit Miroslav Donutil in der Hauptrolle.
Die Kurzgeschichte Beim Hochzeitsschmaus (Ü: Gustav Just) erschien in der Anthologie "Ein Prager Sherlock Holmes – Tschechische Humoresken." Berlin, Verlag der Nation, 1990.